# Bombardement d'Alexandrie
Notes
Nombre inconnu de civils tués
Plusieurs quartiers d'Alexandrie détruits par les bombardements et les incendies qui ont suivi
Guerre anglo-égyptienne
Batailles
- Alexandrie
- Expédition américaine
- Kafr el-Dawwar
- Kassassin
- Tel el-Kebir

Le bombardement d'Alexandrie en Égypte est une opération navale menée par la Mediterranean Fleet britannique du 11 au 13 juillet 1882, pendant la guerre anglo-égyptienne.
L'amiral Beauchamp Seymour était aux commandes d'une flotte de quinze navires cuirassés de la Royal Navy ayant auparavant navigué jusqu'au port d'Alexandrie pour soutenir le Khédive Tewfik Pacha au milieu du soulèvement nationaliste d'Ahmed Urabi contre son administration et ses liens étroits avec les financiers britanniques et français. Il fut également rejoint dans la démonstration de force par une flottille française. Le mouvement fournit une certaine sécurité au Khédive, qui retira sa cour dans le port désormais protégé, mais renforça les nationalistes d'Urabi au sein de l'armée et dans tout le reste de l'Égypte. Le 11 juin, des émeutes antichrétiennes éclatent à Alexandrie. Les résidents européens de la ville fuient tandis que l'armée égyptienne urabiste se fortifie et arme le port. Après un ultimatum expiré demandant de cesser ces manœuvres militaires, la flotte britannique débute un bombardement de 10 heures et demie de la ville sans l'aide française. Les historiens se demandent si l'amiral Seymour a exagéré la menace des batteries égyptiennes à Alexandrie afin de forcer la main d'une administration Gladstone réticente. Une fois l'attaque de la ville achevée, ils procédèrent ensuite à une invasion à grande échelle pour restaurer l'autorité du Khédive. Le pays resta sous occupation britannique jusqu'en 1952, les dernières troupes britanniques se retirant en 1956.

### Lectures complémentaires
- (en) « The Ruined Egyptian City; The Dreadful Scenes Enacted in Alexandria », The New York Times, 14 juillet 1882 (consulté le 11 novembre 2009)
- « Threatened Hostilities in Egypt », The Brisbane Courier, 6 juillet 1882 (consulté le 11 novembre 2009)
- (en) Luigi Fiorillo, « Alexandria Bombardment of 1882 photograph album », sur Rare Books and Special Collections Digital Library, American University in Cairo, 1882